# Nasser Saleh
Nasser Saleh Intidam (Madrid, 19 de diciembre de 1992) es un actor español de ascendencia marroquí.
En televisión es conocido por sus papeles de Moja en HKM, Leo en La pecera de Eva y sobre todo por haber interpretado a Román en Física o Química. 
También ha participado en películas como Propios y extraños, Verbo, Biutiful, junto a Javier Bardem, y No habrá paz para los malvados. También aparece en Los amantes pasajeros de Pedro Almodóvar.

## Filmografía
| Películas y Series de Televisión | Películas y Series de Televisión | Películas y Series de Televisión | Películas y Series de Televisión |
| Año                              | Título                           | Papel                            | Notas                            |
| -------------------------------- | -------------------------------- | -------------------------------- | -------------------------------- |
| 2008                             | Fuera de lugar                   |                                  | 5 episodios                      |
| 2008–2009                        | HKM: hablan, kantan, mienten     | Moja                             | Papel principal (85 episodios)   |
| 2010                             | Propios y extraños               |                                  |                                  |
| 2010                             | La pecera de Eva                 | Leo Cano                         | Papel principal (58 episodios)   |
| 2010–2011                        | Física o química                 | Rashid "Román" Lorente Arco      | Papel principal (30 episodios)   |
| 2010                             | Biutiful                         | Muchacho                         | Papel menor                      |
| 2011                             | 11-M                             |                                  | TV-MOVIE                         |
| 2011                             | Verbo                            | Darío                            |                                  |
| 2011                             | No habrá paz para los malvados   | Muchacho árabe                   |                                  |
| 2012                             | Toledo, cruce de destinos        | Abdul                            |                                  |
| 2012                             | Imperium                         | Craso                            | Papel principal (6 episodios)    |
| 2013                             | Los amantes pasajeros            | Joven étnico                     | Papel menor                      |
| 2014                             | El Príncipe                      | Karim                            | Papel Secundario                 |
| 2017                             | El final del camino              | Musulmán                         | Papel Secundario                 |
| 2017                             | Tiempos de guerra                | Abdalá                           | Papel Secundario                 |
| 2022                             | Desaparecidos                    | Omar                             | Papel menor                      |